# Obrenovac
Obrenovac (în sârbă Обреновац) este o comună în districtul Belgrad, Serbia.
Se află la o altitudine de 76 m deasupra nivelului mării. Are o suprafață de 411 km². Populația este de 71.419 locuitori, determinată în 2011.
1. ↑  , Republicki geodetski zavod[*] http://web.archive.org/web/20160530172604/http://www.rgz.gov.rs/upload/web/Spisak%20KO-20150521.zip, arhivat din original la 30 mai 2016 Lipsește sau este vid: |title= (ajutor)